# Ministro sobre las Masas
Ministro sobre las Masas (司徒) fue uno de los puestos gubernamentales de más alto rango en la antigua China. Establecido en la dinastía Zhou Occidental, originalmente se escribió como 司土 (pinyin: Sītǔ), que traducido es Administrador de Tierras. Parte de sus responsabilidades fue complementar el yin y yang del gobernante así como promover medidas educativas entre el pueblo. Fue uno de los puestos oficiales más importantes de la Dinastía Han, llamados Tres Excelencias. El salario nominal alcanzado era de 20.000 shi de cereal. La posición y el título existieron desde los Reinos Combatientes, pero fueron normalizados sólo durante la Dinastía Qin. Por su pronunciación Situ se deriva el apellido Situ, uno de los apellidos compuestos chinos supervivientes más comunes.